# Mesodorylaimus littoralis
Mesodorylaimus littoralis is een rondwormensoort uit de familie van de Dorylaimidae. De wetenschappelijke naam van de soort is voor het eerst geldig gepubliceerd in 1969 door Loof.